# Gordijan II.
Gordijan II. (oko 192. – Kartaga, 12. travnja 238.), s punim imenom Marcus Antonius Gordianus Sempronianus Romanus, bio dvadeset dana, od 19. ožujka do 9. travnja 238., prisilno suvladar svoga oca Rimskog Cara Gordijana I.
| Prethodnik:        | Rimski carevi | Nasljednik:    |
| Gordijan I. (238.) | Rimski carevi | Pupijen (238.) |

### Ostali projekti
|  | Zajednički poslužitelj ima još gradiva o temi Gordijan II. |